# コリアナホテル
コリアナホテル（Koreana Hotel、코리아나호텔）は、大韓民国ソウル特別市中区太平路に位置する高層ホテル。大理石張りのロビーがあり、344室の客室をもち、14階建である。
建設は、1969年12月20日に始まり、ちょうど2年後の1971年に竣工した。1989年4月11日に、観光ホテル特2級となった。1998年10月には50部屋が増設され、2001年4月にもさらに14部屋が増設された 2001年に外観の全面改修が終わり、つややかな姿の現代的ホテルとなった。館内には多数のレストランが入っており、「サンライズ (Sunrise)」、「ダニューブ (Danube)」、「さかえ (Sakae)」（日本料理）、「大上海 (Great Shanghai)」、「ザ・ブルー (The Blue)」、「ミスター・チョウ (Mr. Chow)」、「ペルティエローネ (Peltierone)」がある。『The Rough Guide to Seoul』は、「競争相手に比べて半額ほどの値段だが、同じような客室とサービスの水準にある」と評している。